# Chespiritos pervadens
Chespiritos pervadens är en tvåvingeart som beskrevs av Rohacek och William Russel Buck 2003. Chespiritos pervadens ingår i släktet Chespiritos och familjen hoppflugor. Inga underarter finns listade i Catalogue of Life.